# Campodea monticola
Campodea monticola är en urinsekt som förekommer i Nordamerika och som beskrevs av Otto Conde och Thomas 1957. Campodea monticola ingår i släktet Campodea och familjen Campodeidae.
Arten delas in i fyra underarter:
- C. m. helenae
- C. m. obsoleta
- C. m. pilosa
- C. m. monticola